# Bothrops venezuelensis
Bothrops venezuelensis este o specie de șerpi din genul Bothrops, familia Viperidae, descrisă de Sandner-montilla în anul 1952. Conform Catalogue of Life specia Bothrops venezuelensis nu are subspecii cunoscute.